# Switch (альбом INXS)
Switch — одиннадцатый студийный альбом австралийской рок-группы INXS, вышедший в 2005 году.
Это первый студийный альбом INXS, вышедший после смерти её лидера, Майкла Хатченса. Место за микрофонной стойкой занял победитель реалити-шоу Rockstar: INXS англ. J.D. Fortune. Продюсером выступил Гай Чемберс (известный сотрудничеством с Робби Уильямсом).
Первый сингл, «Pretty Vegas», был доступен через iTunes Store в течение двух недель. Всего же было выпущено четыре сингла: «Afterglow», «Devil’s Party» (10-е место в канадском BDS Airplay Chart), «Never Let You Go», «Pretty Vegas» (37-е место Billboard Hot 100). «God’s Top Ten» вышла в Канаде и Польше, «Perfect Strangers» — в Австралии, — как промосинглы для раскрутки альбома.
Согласно интервью с гитаристом и саксофонистом INXS, Кирком Пенгилли, последняя песня альбома, «God’s Top Ten», посвящена Хатченсу и его дочери Тайгер Лили. «Afterglow» также посвящена Хатченсу.

## Список композиций
| №                   | Название                  | Автор(ы)                                 | Длительность |
| ------------------- | ------------------------- | ---------------------------------------- | ------------ |
| 1.                  | «Devil's Party»           | Э.Фаррисс, J.D.Fortune                   | 3:25         |
| 2.                  | «Pretty Vegas»            | Э.Фаррисс - J.D.Fortune, М.Кейси, Д.Унга | 3:25         |
| 3.                  | «Afterglow»               | Э.Фаррисс, Д.Чайлд                       | 4:08         |
| 4.                  | «Hot Girls»               | Э.Фаррисс, Г.Чемберс, The Matrix         | 3:30         |
| 5.                  | «Perfect Strangers»       | Г.Г.Бирс, Т.Бруно, Ш.Пейкен, The Matrix  | 4:12         |
| 6.                  | «Remember Who's Your Man» | Э.Фаррисс, Г.Александер, Э.Робоф         | 3:28         |
| 7.                  | «Hungry»                  | Э.Фаррисс                                | 4:47         |
| 8.                  | «Never Let You Go»        | Д.Фаррисс, J.D.Fortune                   | 4:18         |
| 9.                  | «Like It or Not»          | К.Пенгилли, Х.Мюррей                     | 3:44         |
| 10.                 | «Us»                      | Э.Фаррисс, Г.Чемберс                     | 4:07         |
| 11.                 | «God's Top Ten»           | Э.Фаррисс                                | 4:54         |
| Общая длительность: | Общая длительность:       | Общая длительность:                      | 44:03        |

Различные цифровые издания содержат разные бонус-треки. Издание iTunes включает «Let’s Ride» и цифровой буклет к альбому; MSN — «Amateur Night»; Real Rhapsody — «Easy Easy»; Yahoo! Music — новый микс «Devil’s Party».
В 2006 году в Австралии была издана tour edition-версия с дополнительным диском, содержащим запись концерта в Канаде, 3 видеоклипа и историю создания альбома. В том же году в Австралии вышла версия альбома в формате DualDisc.

## Отзывы критиков
Альбом в основном получил прохладный приём; группу критиковали за желание продолжать без Хатчинса, отсылки к INXS 80-х, а также за формат ТВ-шоу для поиска вокалиста. Однако некоторые отмечали вокал Форчуна на «Devil’s Party», «Pretty Vegas» или «Afterglow», а корреспондент Toronto Sun отметила удачную работу братьев Фаррисс с продюсерами Чемберсом и Чайлдом.

## Чарты и сертификаты
| Оценки критиков      | Оценки критиков |
| Источник             | Оценка          |
| -------------------- | --------------- |
| AllMusic             | [ 5 ]           |
| BBC                  | [ 11 ]          |
| The Boston Phoenix   | [ 6 ]           |
| Entertainment Weekly | (C-)            |
| PopMatters           | [ 9 ]           |
| Toronto Sun          | [ 10 ]          |

Альбом:
| Год  | Чарт                | Позиция |
| ---- | ------------------- | ------- |
| 2005 | ARIA                | 18      |
| 2005 | Top Canadian Albums | 2       |
| 2005 | RMNZ                | 7       |
| 2005 | The Billboard 200   | 17      |
| 2005 | Top Internet Albums | 56      |

Синглы:
| Год  | Сингл          | Чарт                    | Позиция |
| ---- | -------------- | ----------------------- | ------- |
| 2005 | «Pretty Vegas» | Adult Top 40            | 7       |
| 2005 | «Pretty Vegas» | Hot Digital Songs       | 9       |
| 2005 | «Pretty Vegas» | Pop 100                 | 33      |
| 2005 | «Pretty Vegas» | Billboard Hot 100       | 37      |
| 2006 | «Pretty Vegas» | Top 40 Adult Recurrents | 6       |
| 2006 | «Afterglow»    | Adult Top 40            | 22      |
| 2006 | «Afterglow»    | Hot Adult Top 40 Tracks | 20      |

| Регион                                                      | Сертификация  | Продажи  |
| ----------------------------------------------------------- | ------------- | -------- |
| Австралия (ARIA)                                            | Платиновый    | 70 000^  |
| Канада (Music Canada)                                       | Платиновый    | 100 000^ |
| Новая Зеландия (RMNZ)                                       | 2× Платиновый | 30 000^  |
| United States (RIAA)                                        | —             | 391,000  |
| ^ Данные о тиражах приведены только на основе сертификации. |               |          |

## Участники записи
- англ. J.D. Fortune — вокал

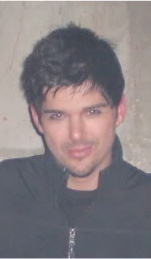
Джей Ди Форчун в 2009 году

- Кирк Пенгилли — гитара, саксофон, бэк-вокал
- Тим Фаррисс — соло-гитара
- Эндрю Фаррисс[англ.] — гитара, клавишные
- Гарри Гэри Бирс — бас-гитара
- Джон Фаррисс[англ.] — ударные, клавишные

приглашённые музыканты
- Гай Чемберс — клавишные, гитары, оркестровые аранжировки
- Пол Миркович — акустическое пианино, бэк-вокал
- Дэн Хиггинс — баритон-саксофонтенор-саксофон, флейта
- Сьюзи МакНил — бэк-вокал, лидер-вокал (11)
- Лизбет Скотт — бэк-вокал

и др.